# Ambrogio Bianchi
Ambrogio Bianchi (Cremona, 17 ottobre 1771 – Roma, 3 marzo 1856) è stato un cardinale italiano della Chiesa cattolica, nominato da papa Gregorio XVI.

## Biografia
Nacque a Cremona il 17 ottobre 1771.
Papa Gregorio XVI lo elevò al rango di cardinale nel concistoro dell'8 luglio 1839.
Morì il 3 marzo 1856 all'età di 84 anni.